# تورین تاچر
تورین تاچر (انگلیسی: Torin Thatcher؛ ۱۵ ژانویهٔ ۱۹۰۵ – ۴ مارس ۱۹۸۱) یک هنرپیشه اهل بریتانیا بود.

## فیلم‌شناسی
از فیلم‌ها یا برنامه‌های تلویزیونی که وی در آن نقش داشته است می‌توان به شورش در کشتی بونتی، شاهدی برای تعقیب، جوان و بی‌گناه، خرابکاری، برف‌های کلیمانجارو، عشق چیز باشکوهی است، آرزوهای بزرگ، بت افتاده اشاره کرد.